# Apanteles acutissimus
Apanteles acutissimus är en stekelart som beskrevs av Granger 1949. Apanteles acutissimus ingår i släktet Apanteles och familjen bracksteklar. Inga underarter finns listade i Catalogue of Life.